# Zjytomyr oblast
Zjytomyr oblast (ukrainsk: Житомирська область, tr. Zjytomyrska oblast) er en af Ukraines 24 oblaster beliggende mod nord i Ukraine på grænsen til Hviderusland. Oblasten omfatter det historiske område Volhynien.
Mod øst grænser oblasten op til Kyiv oblast, mod nord grænser oblasten op til Gomel voblast i Hviderusland, mod vest grænser Zjytomyr oblast op til Rivne oblast og Khmelnytskyj oblast, i syd og i øst Vinnitsja og Kyiv oblaster. Oblasten ligger det polesiske lavland, der er en del af den Østeuropæiske Slette. Store områder i oblasten er en del af Pripjat-sumpene. Floderne i oblasten er alle en del af Dneprs afvandingsområde, de største er Slutj, Uzj, Teteriv og Ubort. 
Zjytomyr oblast blev grundlagt 22. september 1937 og med et areal på 29.832 km² er det den femte største oblast i Ukraine. Oblasten har 1.179.032 (2022) indbyggere. Det administrative center for Zjytomyr oblast er placeret i Zjytomyr (270.922). Andre større byer i Zjytomyr oblast er Berdytjiv (78.547), Korosten (65.592), Zvjahel (56.066) og Malyn (26.941).

## Administrativ inddeling
Zjytomyr har 1667 beboede områder, der ind til 2020 var fordelt på 23 rajoner. Disse blev da sammenlagt til disse fire:
- Berdytjiv rajon
- Korosten rajon
- Zjytomyr rajon
- Zvjahel rajon